# Kostel svatého Jana Křtitele (Biescas)

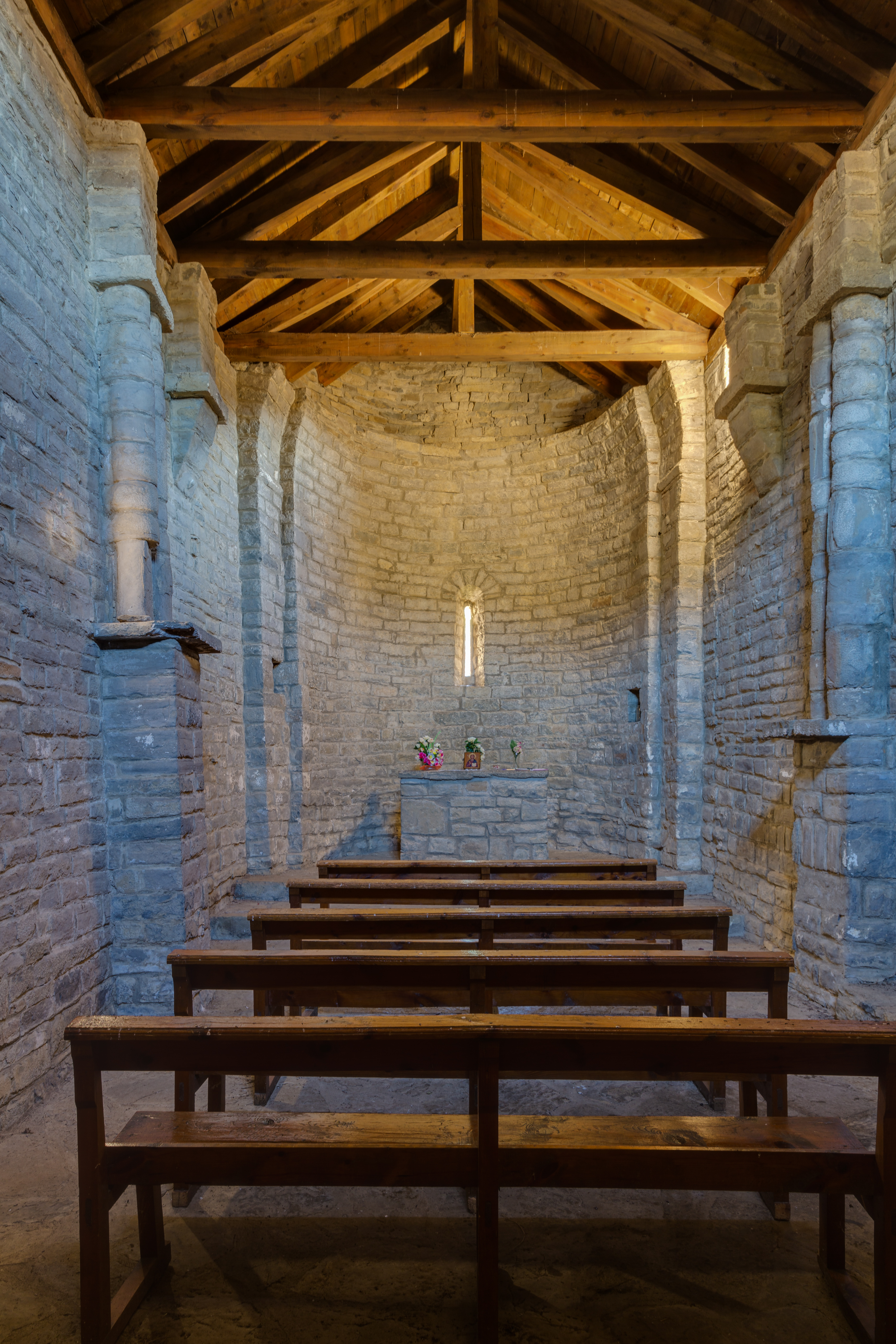
Interiér

Kostel svatého Jana Křtitele, španělsky San Juan de Busa nebo San Juan Bautista de Busa (aragonsky Sant Chuan de Busa) je církevní stavba v comarca Serrablo, na území města Biescas, při silnici z Olivánu do Lárrede.
Byl to pravděpodobně farní kostel středověké vesnice, která zmizela. Nechal ho postavit Ramón Guillen mezi lety 1060 a 1070 v mozárabském nebo lombardskorománském stylu, stejně jako další kostely v Serrablo.
Nemá zvonici a apsida není dokončena. Jeho obdélníková loď je kryta dřevěnou sedlovou střechou.
Ve středu jižní zdi je hlavní vchod. Je tvořen dvěma archivolty a jeho exteriér je zdoben nápisem v kúfském písmu: «není jiného boha kromě Boha».
V letech 1973 až 1977 byl obnoven z trosek. Mezi španělské památky byl zařazen v roce 1982 .